# Grammy Award alla miglior interpretazione di musica alternativa
Il Grammy Award alla miglior interpretazione di musica alternativa (Grammy Award for Best Alternative Music Performance) è un premio dei Grammy Awards istituito nel 2023, per premiare le migliori canzoni del genere di musica alternativa.
Nel 1991 e dal 1994 al 2000 lo stesso nome era stato utilizzato per la categoria "Miglior album di musica alternativa".

## Vincitori e candidati
- 2023[2]
  - Wet Leg - Chaise Longue
  - Arctic Monkeys - There'd Better Be a Mirrorball
  - Big Thief - Certainty
  - Florence and the Machine - King

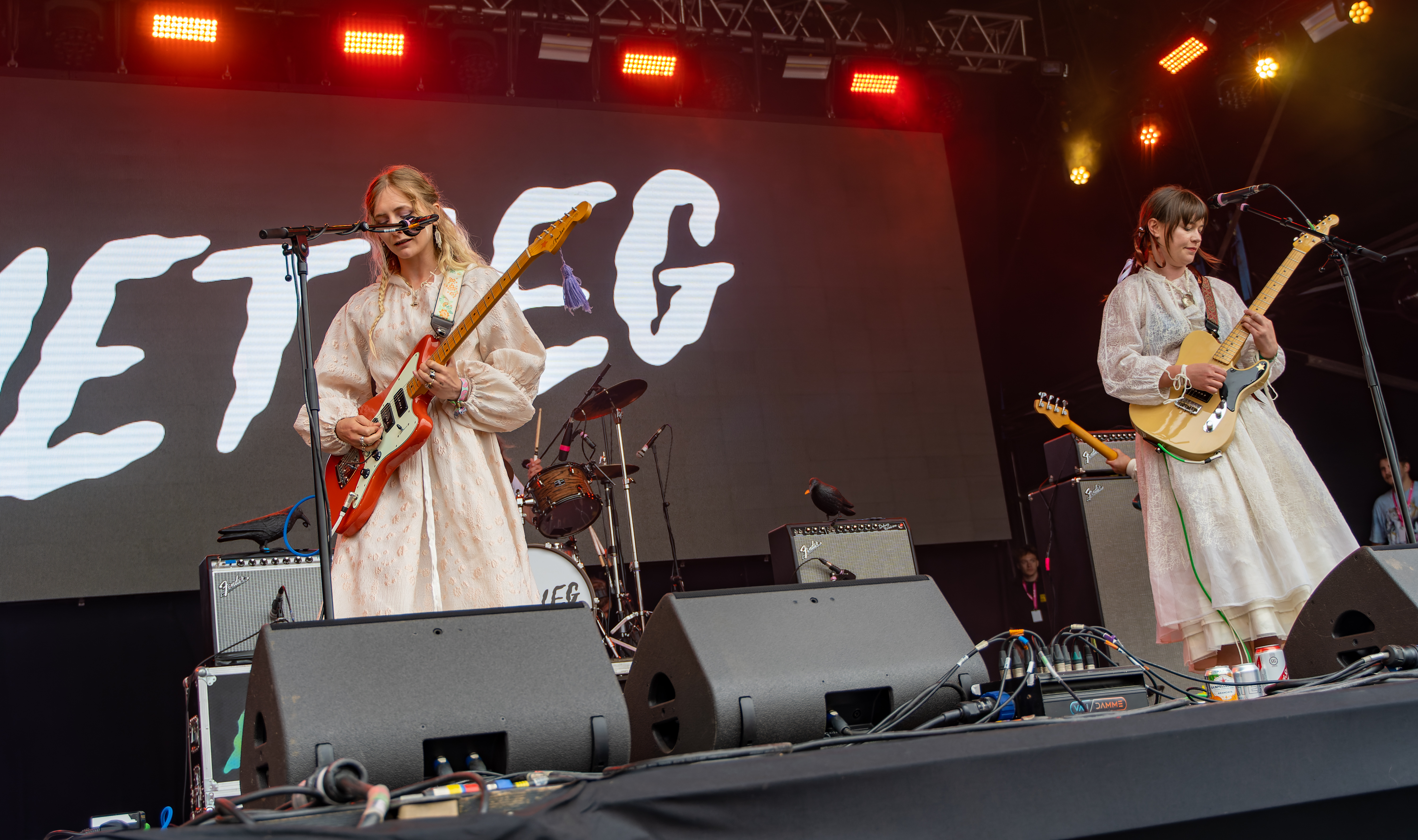
Le Wet Leg, vincitrici del premio nel 2023 con Chaise Longue.

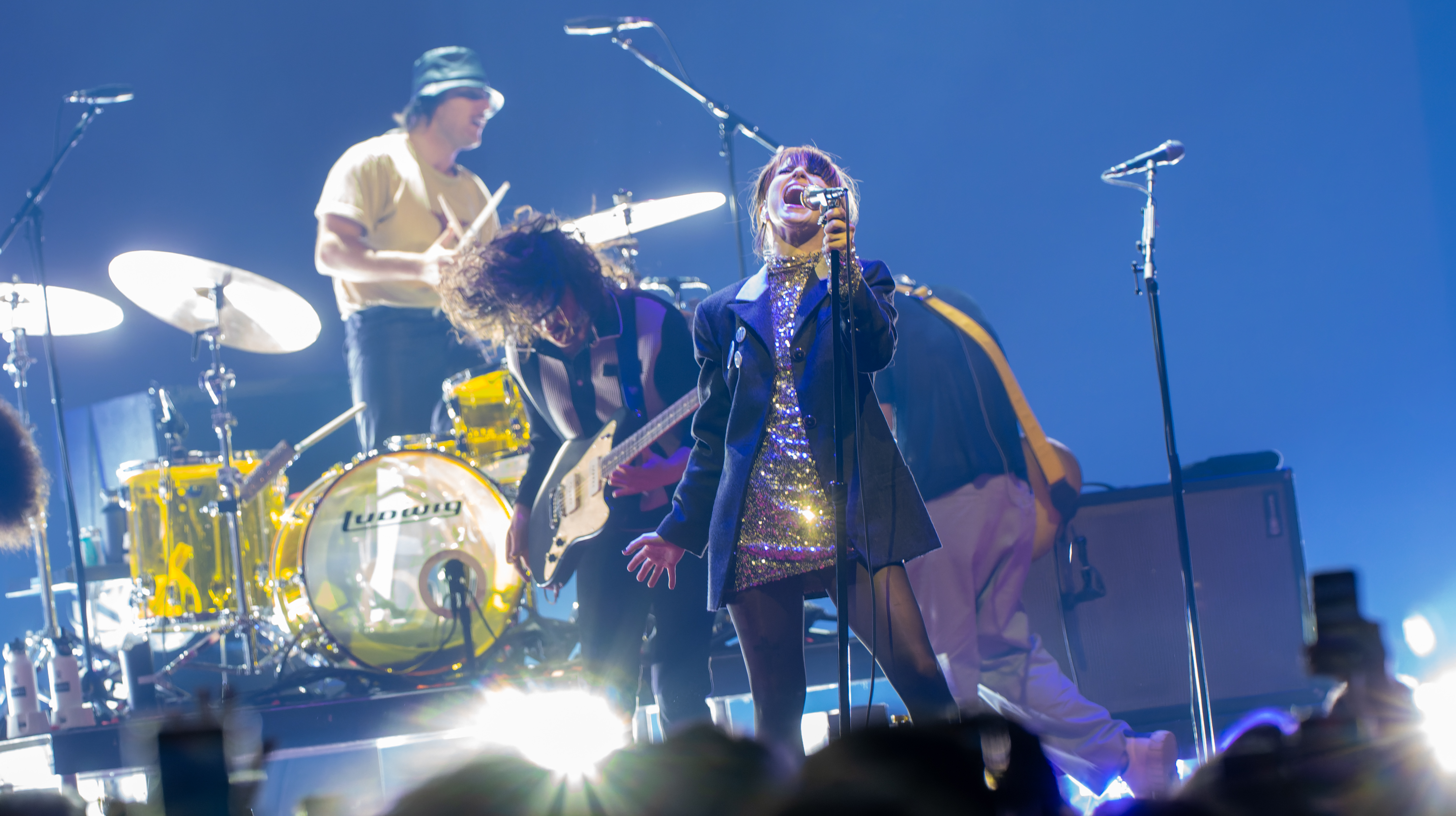
I Paramore, vincitori del premio nel 2024 con This Is Why.

  - Yeah Yeah Yeahs featuring Perfume Genius - Spitting Off the Edge of the World

- 2024[3]
  - Paramore - This Is Why
  - Alvvays - Belinda Says
  - Arctic Monkeys - Body Paint
  - Boygenius - Cool About It
  - Lana Del Rey - A&W

- 2025[4]
  - St. Vincent - Flea
  - Cage the Elephant - Neon Pill
  - Nick Cave and the Bad Seeds - Song of the Lake
  - Fontaines D.C. - Starburster
  - Kim Gordon - Bye Bye